# Nesticus sonei
Nesticus sonei är en spindelart som beskrevs av Takeo Yaginuma 1981. Nesticus sonei ingår i släktet Nesticus och familjen grottspindlar. Inga underarter finns listade i Catalogue of Life.